# ヴァンジュール級戦列艦
ヴァンジュール級戦列艦（英語: Vengeur-class ships of the line）はイギリス海軍の艦艇監督官たちが合同で設計した74門3等戦列艦。「監督官たちの3等艦（Surveyors' class of third rate）」級と呼ばれることもある。40隻もの同型艦をもつイギリス戦列艦で最多のクラスだった。民間造船所に優先的に発注するという疑わしい慣習があったため、「40隻の盗賊たち」というありがたくない別名がある。

## 同型艦
| 艦名                     | 造船所                                                   | 発注           | 進水           | その後     |
| ------------------------ | -------------------------------------------------------- | -------------- | -------------- | ---------- |
| エイジャックス           | ペリー造船所（ブラックウォール）                         | 1807年7月1日   | 1809年5月2日   | 1864年解体 |
| ベリック                 | ペリー造船所（ブラックウォール）                         | 1807年7月1日   | 1809年9月11日  | 1821年解体 |
| ロドニー                 | バーナード造船所（デットフォード）                       | 1808年5月28日  | 1809年12月8日  | 1836年売却 |
| ポワティエ               | キング造船所（アプナー）                                 | 1806年10月1日  | 1809年12月9日  | 1857年解体 |
| ヴィーゴ                 | ロス造船所（ロチェスター）                               | 1806年10月20日 | 1810年2月21日  | 1865年解体 |
| クレッシー               | ブリンドリー造船所（フリンズベリー）                     | 1806年10月1日  | 1810年3月7日   | 1832年解体 |
| エグモント               | ピッチャー造船所（ノースフリート）                       | 1807年7月13日  | 1810年3月7日   | 1875年売却 |
| アーマーダ               | ブラックバーン造船所（ターンチャペル）                   | 1806年10月21日 | 1810年3月23日  | 1863年売却 |
| アメリカ                 | ペリー造船所（ブラックウォール）                         | 1807年8月22日  | 1810年4月21日  | 1867年解体 |
| ヴァンジュール           | グラハム造船所（ハリッジ）                               | 1806年10月20日 | 1810年6月19日  | 1843年解体 |
| コンキスタドー           | ギラム造船所（ノーザム）                                 | 1806年10月20日 | 1810年8月1日   | 1897年売却 |
| エディンバラ             | ブレント造船所（ロザーハイス）                           | 1807年7月13日  | 1811年11月26日 | 1866年売却 |
| バーラム                 | ペリー、ウェルズ&グリーン造船所 （ブラックウォール）     | 1807年11月2日  | 1811年7月8日   | 1839年解体 |
| ホーグ                   | デットフォード工廠                                       | 1806年10月1日  | 1811年10月3日  | 1865年解体 |
| ダンカン                 | ダドマン造船所（デットフォード）                         | 1807年7月13日  | 1811年12月2日  | 1863年解体 |
| エイジャ                 | ブリンドリー造船所（フリンズベリー）                     | 1807年7月13日  | 1811年12月2日  | 1865年解体 |
| スターリング・キャッスル | ロス造船所（ロチェスター）                               | 1807年8月12日  | 1811年12月31日 | 1861年解体 |
| マルグレイブ             | キング造船所（アプナー）                                 | 1807年6月23日  | 1812年1月1日   | 1854年解体 |
| コーンウォール           | バーナード造船所（デットフォード）                       | 1807年7月13日  | 1812年1月16日  | 1875年解体 |
| ダブリン                 | ブレント造船所（ロザーハイス）                           | 1807年7月3日   | 1812年2月13日  | 1885年解体 |
| グロースター             | ピッチャー造船所（ノースフリート）                       | 1808年6月11日  | 1812年2月27日  | 1884年売却 |
| スカボロー               | グラハム造船所（ハリッジ）                               | 1807年7月13日  | 1812年3月29日  | 1836年売却 |
| クラレンス               | ブラックバーン造船所（ターンチャペル）                   | 1807年7月13日  | 1812年4月11日  | 1828年解体 |
| アンソン                 | スティームソン造船所 （キングストン・アポン・ハル）      | 1807年11月2日  | 1812年5月11日  | 1851年解体 |
| ペンブローク             | ウィグラム、ウェルズ&グリーン造船所 （ブラックウォール） | 1808年5月17日  | 1812年6月27日  | 1905年売却 |
| リッポン                 | ブレーク&スコット造船所（バースルドン）                  | 1808年1月1日   | 1812年8月8日   | 1821年解体 |
| デヴォンシャー           | バーナード造船所（デットフォード）                       | 1808年5月28日  | 1812年9月23日  | 1869年解体 |
| メドウェイ               | ピッチャー造船所（ノースフリート）                       | 1807年8月19日  | 1812年11月12日 | 1865年売却 |
| インダス                 | ダドマン造船所（デットフォード）                         | 1807年7月31日  | 1812年8月19日  | 1868年解体 |
| ベンボウ                 | ブレント造船所（ロザーハイス）                           | 1808年6月11日  | 1813年2月3日   | 1892年売却 |
| コーンウォリス           | ボンベイ工廠                                             | 1810年7月25日  | 1813年5月12日  | 1957年解体 |
| ブレニム                 | デットフォード工廠                                       | 1808年1月4日   | 1813年5月31日  | 1865年解体 |
| ヴィンディクティブ       | ポーツマス工廠                                           | 1806年1月15日  | 1813年11月30日 | 1871年売却 |
| リダウタブル             | ウリッジ工廠                                             | 1806年12月29日 | 1815年1月26日  | 1841年解体 |
| ディフェンス             | チャタム工廠                                             | 1809年3月23日  | 1815年4月25日  | 1857年焼損 |
| ハーキュリーズ           | チャタム工廠                                             | 1809年5月16日  | 1815年9月5日   | 1865年売却 |
| ピット                   | ポーツマス工廠                                           | 不明           | 1816年4月13日  | 1877年解体 |
| ヒーロー                 | デットフォード工廠                                       | 不明           | 1816年9月21日  | 1908年売却 |
| エイジンコート           | プリマス工廠                                             | 不明           | 1817年3月19日  | 1884年売却 |
| ラッセル                 | デットフォード工廠                                       | 不明           | 1822年5月22日  | 1865年解体 |